# Cumatetralyl
Cumatetralyl is een toxische organische verbinding, afgeleid van coumarine, die gebruikt wordt als rattengif. De stof is een anticoagulans van de eerste generatie, vergelijkbaar met warfarine. De symptomen - verzwakking, anorexie, bloed in urine en feces, neusbloedingen als gevolg van de faling van het bloedstollingsmechanisme - treden pas enkele dagen na inname van het gif op.
Het wordt verkocht door Bayer onder de merknaam Racumin, als poeder of als pasta in blauwe zakjes. De pasta bevat 0,375 gram cumatetralyl per kilogram pasta. Eén zakje weegt 100 gram. De zakjes zijn blauw gekleurd en bevatten de bittere stof Bitrex om de kans op accidentele inname door mensen te verkleinen. Ze worden geplaatst in rioleringen, op vuilnishopen of in speciale lokdozen.
Cumatetralyl is door de Europese Commissie toegelaten als biocide van producttype 14 (rodenticides) vanaf 1 juli 2011, maar slechts voor een periode van vijf jaar. Er dient eerst een beoordeling te gebeuren van het risico van de stof voor andere diersoorten vooraleer de toelating kan verlengd worden.